# Karlos Williams
Karlos Williams (Davenport, 4 maggio 1993) è un giocatore di football americano statunitense che milita nel ruolo di running back per i Buffalo Bills della National Football League (NFL).

## Biografia

### Buffalo Bills
Dopo avere giocato al college a football a Florida State dove vinse il campionato NCAA nel 2013, Williams fu scelto nel corso del quinto giro (155º assoluto) del Draft NFL 2015 dai Buffalo Bills. Debuttò come professionista nella gara del primo turno contro gli Indianapolis Colts: il suo primo possesso fu un touchdown su corsa da 26 yard. Nella settimana 3 contro i Miami Dolphins, Williams superò per la prima volta le cento yard corse in una partita, segnando anche un touchdown.
Williams in seguito fu costretto a rimanere un mese fuori dal campo per una commozione cerebrale subita nella settimana 4 contro i New York Giants, una gara in cui aveva segnato un touchdown su ricezione. Fece ritorno nella settimana 9 nella rivincita contro i Dolphins, segnando due touchdown. Divenne così solamente il settimo giocatore della storia a segnare in tutte le prime cinque gare in carriera. La sua stagione da rookie si concluse guidando i Bills con 7 TD su corsa e al terzo posto con 517 yard corse.

## Statistiche
| Partite totali      | 11  |
| Partite da titolare | 3   |
| Yard corse          | 517 |
| Touchdown su corsa  | 7   |

Statistiche aggiornate alla stagione 2015